# 国際連合東ティモール支援団
国際連合東ティモール支援団（こくさいれんごうひがしティモール・ミッション United Nations Mission of Support to East Timor,UNMISET）は東ティモールに展開された国際連合平和維持活動。国際連合東ティモール暫定行政機構 (UNTAET) を引き継いだものであり、東ティモール独立直後の行政支援などを行った。

## 概要
インドネシアの実効支配下にあった東ティモールは、国際連合東ティモール・ミッション (UNAMET) が1999年8月30日に行った住民投票により、独立を選択。1999年10月よりUNTAETの支援の下、独立準備作業を行っていた。東ティモールの独立は2002年5月20日に決定し、5月12日の国際連合安全保障理事会決議1410により、UNTAETの後継として、独立後の支援を行う国際連合東ティモール支援団 (UNMISET) の設立が採択された。
UNMISETは、東ティモール政府への全般的な協力を行い、東ティモール警察を支援し、東ティモール国内および周辺地域の安全を確保することを任務としていた。活動開始は5月20日で、当初派遣期間は12ヶ月を予定していた。当初規模は軍事要員5,000名、文民警官1,250名、国際文民スタッフ455名ほかに国連ボランティアや現地スタッフを含んでいた。
派遣期間は順次延長され、規模も適時削減された。2005年5月20日にUNMISETは概ね任務を完了し、解散した。後の支援は国際連合東ティモール事務所 (UNOTIL) が行うこととなった。